# Mikel Arteta
Mikel Arteta (San Sebastián, 1982. március 26. –) spanyol labdarúgó. Jelenleg az Arsenal menedzsere.

## Karrier

### Rangers és Real Sociedad
2002-ben csatlakozott a skót klubhoz. 6,5 millió fontot fizettek érte. Ott megnyerte a skót bajnokságot 2003-ban valamint a Skót Kupát és a Skót Liga Kupát.
2004-ben csatlakozott a Real Sociedadhoz. 5,2 millió eurót fizettek érte.

### Arsenal
2011. augusztus 31-én néhány perccel az átigazolási határidő előtt Arteta aláírt az Arsenal FC-hez, ezzel ő lett a klub aznapi negyedik igazolása Per Mertesacker, André Santos és Josszí Benájún után. Az Everton mintegy 10 millió fontot kapott érte.
2011.Szeptember 10-én debütált a Swansea City FC ellen 1-0-ra megnyert meccsen. Első gólját a Blackburn Rovers elleni 4-3-ra elvesztett mérkőzésen szerezte.
2012. április 8-án győztes gólt lőtt a Manchester City ellen az Emiratesben.
Április 16-án a Wigan elleni 2-1-re elvesztett meccs során megsérült és csak a következő szezonra épült fel. Öt évet töltött az Ágyúsoknál, két FA kupát és két szuperkupát nyert az együttessel, a bajnoki cím azonban nem jött össze, erre az ott töltött utolsóként szezonjában, a 2015-16-os idényben volt a legtöbb esélye, mikor az Arsenal a második helyen végzett.

## Edzői karrier

### Manchester City
Mikel Arteta 2016. július 3-án Josep Guardiola segédedzője lett. 2019. december 20-án távozott a City-től, mivel nem kapott biztató választ azzal kapcsolatban, hogy egyszer Josep Guardiola utódja lehet.

### Arsenal
2019. december 20-án az Arsenal vezetőedzőjének nevezték ki, 2023-ig szóló szerződést kötöttek vele.

| Csapat  | Szezon   | Liga | Liga | Liga     | kupa | kupa | kupa     | Európa | Európa | Európa   | Összesen | Összesen | Összesen |
| Csapat  | Szezon   | Mérk | Gól  | Gólpassz | Mérk | Gól  | Gólpassz | Mérk   | Gól    | Gólpassz | Mérk     | Gól      | Gólpassz |
| ------- | -------- | ---- | ---- | -------- | ---- | ---- | -------- | ------ | ------ | -------- | -------- | -------- | -------- |
| Everton | 2004–05  | 12   | 1    | 2        | 1    | 0    | 0        | 0      | 0      | 0        | 13       | 1        | 2        |
| Everton | 2005–06  | 29   | 1    | 7        | 4    | 1    | 0        | 3      | 1      | 0        | 36       | 3        | 7        |
| Everton | 2006–07  | 35   | 9    | 13       | 4    | 0    | 1        | 0      | 0      | 0        | 39       | 9        | 14       |
| Everton | 2007–08  | 23   | 1    | 8        | 2    | 0    | 0        | 7      | 3      | 1        | 31       | 4        | 9        |
| Everton | Összesen | 99   | 12   | 30       | 11   | 1    | 1        | 10     | 4      | 1        | 119      | 17       | 32       |

## Magánélete
Arteta barátnője miss spanyolország Lorena Bernal. Jó barátságban van Xabi Alonsóval.

## Edzői statisztika
2022. október 13-án lett frissítve.
| Arsenal  | angol    | 2019. december 20. | jelenlegi | 142 | 84 | 20 | 38 | 59.15 |
| összesen | összesen | összesen           | összesen  | 142 | 84 | 20 | 38 | 59.15 |

## Sikerei, díjai

### Játékosként
- Intertotó-kupa győztes: 2001
- Skót bajnok: 2002-03
- Skót labdarúgó-ligakupa győztes: 2003
- Angol labdarúgókupa győztes: 2014, 2015
- Angol labdarúgó-szuperkupa győztes: 2015, 2016

### Edzőként

#### Arsenal
- Angol kupagyőztes: 2019–2020
- Angol szuperkupa – győztes: 2020